# Anthony Sullivan
Pour les articles homonymes, voir Sullivan.
Pas d'image ? Cliquez ici

a Compétitions nationales et continentales officielles uniquement.

b Matchs officiels uniquement.
Dernière mise à jour le 25 avril 2010.
Anthony Clive Sullivan, né le 23 novembre 1968 à Kingston upon Hull (Yorkshire, Angleterre), est un ancien joueur international gallois de rugby à XIII. 

## Carrière
Durant sa carrière de joueur, il évolue au poste d'ailier. Il débute pour le club de Hull KR en 1988, puis part pour St Helens RLFC en 1991. En 1998, il fait une pige à XV en jouant pour le club gallois de Cardiff. En 2001, il quitte définitivement St Helens et le rugby à XIII, pour le rugby à XV. Il met fin à sa carrière en 2003.
Sullivan est sélectionné dans l'équipe du pays de Galles de rugby à XIII et participe avec cette dernière aux coupes du monde 1995 et 2000. En 2001, après son passage à XV, il devient international gallois à XV. Anthony Sullivan est le fils de l'international gallois de rugby à XIII, Clive Sullivan.

## Palmarès
- Individuel :
  - Meilleur marqueur d'essais de la Super League : 1997, 1998 et 1999 (St Helens)